# سریه زید بن حارثه (العیص)
سریه زید بن حارثه به تاریخ سپتامبر ۶۲۷ میلادی، پنجمین ماه سال ششم هجری در العیص رخ داد. زید بن حارثه، در جمادی‌الاولی ۶ هجری، با فرماندهی ۱۷۰ سوارکار، در مکانی به نام العیص کمین کردند تا منتظر کاروان قریشی به رهبری ابوالعاص، خویشاوند محمد، شوند و دارایی و شترهایش را به غنیمت برند. بین اسرا، ابوالعاص، داماد محمد، شوهر زینب (دختر ارشد محمد)، نیز بود. ابوالعاص برادر/خواهر زاده (nephew) خدیجه بازرگان موفقی در مکه بود. وقتی محمد ادعای پیامبری کرد، ابوالعاص اسلام نیاورد، ولی در عوض در مقابل فشار قریش هم ایستاد و زینب را طلاق نداد. ابوالعاص فرار کرد و به خانه زینب پناه برد. او التماس کرده که محمد، ثروتش را تضمین کند. محمد هم پذیرفت و دارایی او را برگرداند ولی هیچ دستور اکیدی به پیروانش نداد. اسیرکنندگان ابوالعاص موافقت خود را با آزادی او اعلام کردند. ابوالعاص به مکه برگشت، کارهایش را تمام کرد، به مدینه برگشت و اسلام آورد.